# Troisième Voie (Israël)
Pour les articles homonymes, voir Troisième Voie.
Troisième Voie (en hébreu הדרך השלישית, HaDerekh HaShlishit) est un parti politique israélien, fondé le 7 mars 1996 par les députés travaillistes Avigdor Kahalani et Emanuel Zisman. Il est dissous après son échec lors des élections législatives de 1999 (26 290 votes, soit 0,7 % des suffrages).